# Culex nudipalpis
Culex nudipalpis é um espécie de mosquito do Género Culex, pertencente à família Culicidae.